# Krāslava
Krāslava er en by i det sydøstlige Letland med et indbyggertal på 9.114 . Byen ligger i Krāslavas distrikt, tæt ved grænsen til nabolandet Hviderusland.
Nord for byel ligger Chokoladebjerget (lettisk: Šokolādes kalns), en markant høj af mørkt ler, hvorfra arkæologiske fund vidner om menneskelige aktiviteter allerede i første århundrede før Kristus.

## Kendte bysbørn
- Ineta Radēviča – atlet